# كازوما تاكاي
كازوما تاكاي (باليابانية: 高井 和馬) (مواليد 5 أغسطس 1994)، هو لاعب كرة قدم سابق كان يلعب كلاعب وسط.

## وصلات خارجية
- كازوما تاكاي على موقع رابطة كرة القدم اليابانية للمحترفين (اليابانية)
- كازوما تاكاي على موقع قاعدة بيانات كرة القدم.إي يو (الإنجليزية)
- كازوما تاكاي على موقع Soccerway.com (الإنجليزية)
- كازوما تاكاي على موقع عالم كرة القدم.نت (الإنجليزية)